# Visconde de São João da Pesqueira
Visconde de São João da Pesqueira é um título nobiliárquico criado pelo Rei D. João VI de Portugal, por Decreto de 3 de Julho de 1823, em favor de Luís Maria de Sousa Vahia Rebelo de Miranda.
Titulares
1. Luís Maria de Sousa Vahia Rebelo de Miranda, 1.º Visconde de São João da Pesqueira;
2. Luís de Sousa Vahia Rebelo de Morais, 2.º Visconde de São João da Pesqueira;
3. Luís Maria de Sousa Vahia Rebelo de Morais, 3.º Visconde de São João da Pesqueira.

Após a Implantação da República Portuguesa, e com o fim do sistema nobiliárquico, usaram o título: 
1. Gaspar de Sousa Vahia da Cunha Lima, 4.° Visconde de São João da Pesqueira;
2. José Joaquim Boaventura de Sousa Vahia da Cunha Lima, 5.° Visconde de São João da Pesqueira.